# دامشولت
دامشولت (به دانمارکی: Damsholte) یک منطقهٔ مسکونی در دانمارک است که در شهرداری وردینگبورگ واقع شده‌است.